# Róża (powiat tomaszowski)
Róża – wieś w Polsce, położona w województwie lubelskim, w powiecie tomaszowskim, w gminie Susiec.
W latach 1975–1998 miejscowość położona była w województwie zamojskim.
Wieś stanowi sołectwo gminy Susiec. Według Narodowego Spisu Powszechnego z roku 2011 wieś liczyła 160 mieszkańców.
Wierni Kościoła rzymskokatolickiego należą do parafii Nawiedzenia Najświętszej Maryi Panny w Krasnobrodzie.

## Części wsi
| SIMC    | Nazwa    | Rodzaj    |
| ------- | -------- | --------- |
| 0900413 | Łozowica | kolonia   |
| 1025479 | Wioska   | kolonia   |
| 1025485 | Zagóra   | część wsi |

## Historia
Opisana w wieku XIX jako wieś w powiecie biłgorajskim, gminie Majdan Sopocki, parafii Krasnobród, posiadała 17 osad 118 mórg obszaru. Wchodziła w skład dóbr Ciotusza.
Podczas II wojny światowej i okupacji Polski przez III Rzeszę Niemiecką 2 lutego 1943 oddziały żandarmerii niemieckiej z Krasnobrodu dokonały masowego mordu na polskiej ludności cywilnej mordując 36 osób i paląc 9 gospodarstw we wsi Róża w gminie Susiec.
W lutym 1943 w okolicach wsi hitlerowcy rozbili wycofujący się po bitwie pod Zaborecznem oddział Batalionów Chłopskich „Azji”. Fakt ten upamiętnia pomnik wykonany z piaskowca przez Adama Grochowicza.